# هجمات إسرائيل على لبنان 2024
شنَّت إسرائيل عبر سلاح الجو بعدَ السادسة صباحًا من يوم 23 أيلول/سبتمبر 2024 وحتى نهاية نفس اليوم مئات الغارات الجوية التي قالت إنها تستهدفُ مواقع لحزبِ الله في لبنان. سمَّت إسرائيل هذه العملية باسمِ عملية سهام الشمال، وقالت إنّ هدفها تمكين المستوطنين الإسرائيليين في مستوطنات الشمال من العودة بعدما هجَّرهم حزب الله بفعل صواريخه منذ الثامن من تشرين الأول/أكتوبر 2023 في إطار جبهة الإسناد التي فتحها دعمًا لفصائل المقاومة الفلسطينيّة في غزة عقبَ إطلاق الأخيرة لعمليّة طوفان الأقصى.
شهدت العمليّة الإسرائيليّة غارات جوية مكثفة طالت عشرات المواقع جنوب وشرق لبنان، وتخلّلها ردٌ من حزب الله بإطلاق عشرات الصواريخ على المستوطنات الإسرائيليّة في الشمال بالإضافة لاستهداف مدينة صفد ومحيطها، استشهد في سلسلة الغارات الإسرائيلية المكثفة 558 قتيلًا بينهم عسكريون من جهة وأطفال ونساء ورجال (مدنيون بصفة عامّة من جهة ثانيّة) بما في ذلك 50 طفلاً و94 امرأة و4 مسعفين، فيما بلغَ عددُ الجرحى ما مجموعه 1835 مصابًا وذلك بحسبِ آخر تحديثٍ لوزراة الصحة اللبنانية والذي صدرَ منتصف يوم الرابع والعشرين من أيلول/سبتمبر. كما أدت الغارات الجوية إلى نزوح أكثر من 90 ألف مدني لبناني. تخلَّل هذه العملية الإسرائيلية أيضًا غارة جويّة على الضاحية الجنوبية في بيروت في محاولةٍ لاغتيال القيادي البارز في حزب الله علي كركي لكنّ العملية باءت بالفشل رغم ترويج الإعلام العبري لنجاحها في البداية.

## خلفية
انضمَّ حزب الله كجبهة إسناد لفصائل المقاومة الفلسطينية في قطاع غزّة يوم 8 تشرين الأول/أكتوبر 2023 وذلك بعد يومٍ واحدٍ فقط من بداية عملية طوفان الأقصى. باشر حزب الله استهداف المعدّات التجسسية وأجهزة الرادارات على الحدود بينه وبين إسرائيل، فيما ردَّت إسرائيل عبر غارات جويّة طالت البلدات والقرى الجنوبيّة. استمرَّ الوضع على ما هو عليه بين الطرفين لعدّة أشهر حيث لم تخرج الاشتباكات وتبادل القصف عن نطاقها وظلَّ كل طرفٍ متلزمٌ بشكل فردي بقواعد الاشتباك المتعارَف عليها والتي تقضي بعدم استهداف مدنٍ أو مواقع في العُمق. أدَّت الهجمات من الطرفين إلى نزوحِ مجتمعاتٍ بأكملها في جنوب لبنان وفي مستوطنات إسرائيل الشماليّة، كما تسبب القصف في أضرار جسيمة للمباني والأراضي على طول الحدود.
بدأت الأمور تخرج عن السيطرة شيئًا فشيئًا بعد 3 أشهر كاملة تقريبًا من الاشتباكات الروتينيّة، حيث اغتالت إسرائيل في الثاني من كانون الثاني/يناير 2024 القيادي البارز في حماس صالح العاروري في قلبِ الضاحية الجنوبية ببيروت، ثم اغتالت في الشهور القليلة اللاحقة عددًا من قادة حزب الله في أماكن متفرقة ومختلفة بما في ذلك بيروت نفسها. كان أحد أبرز القادة المغتالين هو فؤاد شكر الذي يُعتبر من صنّاع القرار وقياديًا من الصف الأول، فضلًا عن قادة آخرون بما في ذلك قادة ميدانيون.
تطوَّر الأمر أكثر يومي 17 و18 أيلول/سبتمبر 2024 حينما انفجرت بشكلٍ متزامنٍ ومنسَّقٍ آلافٌ من أجهزة النداء المحمولة وأجهزة اللاسلكي، وهو ما أسفرَ عن مقتل 42 شخصًا وإصابة ما لا يقل عن 3500 آخرين، مع تأثر المدنيين اللبنانيين وأعضاء حزب الله على حد سواء بهذه الهجمات. كان واضحًا وجليًا أن إسرائيل من تقفُ وراء الانفجارات، على الرغم من أن المسؤولين الإسرائيليين نفوا تورّط تل أبيب في ذلك. اعتبرَ حزب الله هذه «المجزرة» كما وصفها الأمين العام حسن نصر الله بأنها بمثابة إعلانٍ محتملٍ للحرب من قِبل إسرائيل، فرفعَ في الأيام اللاحقة من وتيرة هجماته الصاروخيّة على شمال إسرائيل.

## الأحداث

### 23 سبتمبر
الموجة الأولى
شنّت إسرائيل قبل السابعة صباحًا بقليل (توقيت لبنان الصيفي +03 جرينتش) سلسلة غارات جوية استهدفت عشرات المناطق في جنوب لبنان. تركّزت الغارات على مجموعةٍ من البلدات من أبرزها الطيري و‌بنت جبيل و‌حانين ثم تعرضت بلدات ثانيّة هي عيتا الشعب و‌عيترون و‌محرونة لموجة ثانيّة من القصف فضلًا عن غارات أخرى طالت مواقع في بلدات شمسطار و‌طاريا و‌بوداي. استهدفت غارات إسرائيلية لاحقة بلدة الخيام ومنطقة المحمودية ومواقع في حربتا و‌الهرمل ومواقع ثانيّة.
سارعَ الجيش الإسرائيلي لنشر بيانٍ يُعلن فيه تنفيذه غارات مكثفة على أهدافٍ لحزب الله في لبنان، ثم خرجَ المتحدث باسم ذات الجيش دانيال هاغاري ليقول إنّ الهجوم على لبنان جاء بعد رصد تحركاتٍ لحزب الله لاستهداف إسرائيل واصفًا ما حصل بالضربة الاستباقيّة، داعيًا سكان جنوب لبنان للابتعاد فورًا عن الأماكن والمنشآت التي قالَ إنّ حزب الله يستخدمها.
الموجة الثانية
قُبيل انتصاف النهار بقليل بدأ سلاح الجوّ الإسرائيلي موجة ثانيّة من الغارات الجوية والتي طالت هذه المرة مواقع وبلدات تعرّضت للهجوم في الموجة الأولى وأخرى جديدة. تركّزت أغلب الغارات العنيفة على بلدات حولا و‌مجدل سلم و‌طلوسة و‌الصوانة و‌الطيبة و‌دير قانون النهر و‌معروب وأخرى تعرضت لغارات في الموجة الأولى.
لم يتأخر رد الحزب هذه المرة فوسطَ الغارات الإسرائيلية خرجت رشقة صاروخية صوبَ المستوطنات في الجليل، بل وصلت بعض الصواريخ حد صفد التي هرعَ فيها المستوطنون للملاجئ بعد انطلاق صفارات الإنذار. تمكّنت أنظمة الدفاع الجوي الإسرائيلية وعلى رأسها القبة الحديدية من إسقاط أغلب الصواريخ المتجهة نحو صفد كما انتشرت فيديوهات على الإنترنت صوّرها إسرائيليون تُظهر اعتراضات جوية في سماء طبريا التي استهدفها الحزب هي الأخرى ضمن نفس الرشقة. أعلن حزب الله خلال نفس الفترة قصفه بالصواريخ المقر الاحتياطي للفيلق الشمالي وقاعدة تمركز احتياط فرقة الجليل في قاعدة عميعاد، كما نشر بيانًا ثانيًا أعلن فيه قصف مجمّعات الصناعات العسكرية لشركة رافائيل في منطقة زوفولون شمال مدينة حيفا بعشرات الصواريخ.
أعلنت وزارة الصحّة اللبنانية خلال مؤتمرٍ صحفي في حصيلة أوليّة سقوط «100 شهيد وأكثر من 400 جريح في الغارات الإسرائيلية» مرجّحة أن يكون العدد أكبر في ظلّ استمرار عمليات الإنقاذ والبحث عن المفقودين.
الموجة الثالثة
بعدَ موجة الغارات الجوية الثانية بنحو الساعتين، شرعَ سلاح الجو الإسرائيلي شنّ موجة ثالثة من الغارات على لبنان تزامنًا مع ظهور المتحدث باسم الجيش الذي وصفَ الوضع في الجبهة الشمالية بـ «الصعبِ جدًا» زاعمًا قصف أكثر من 300 هدف في لبنان من أجل تدمير قدرات حزب الله، ومعيدًا التأكيد بأنّ الهدف من كل هذا هو إعادة سكان الشمال لمنازلهم. أدلى المتحدث باسم الحكومة الإسرائيلية من جهته بتصريحات أثارت الكثير من الجدل حينما قال إنّ على حزب الله الابتعاد عن منطقة نهر الليطاني التي وصفها بـ «حدودنا الشماليّة».
سُمعت خلال الموجة الثالثة من القصف على لبنان أصوات انفجارات في مدينة حيفا كما انطلقت صفارات الإنذار في القطاع الجنوبي من المدينة، أما حزب الله فقد نشر بيانًا جديدًا أعلن فيه قصفه المخازن الرئيسية التابعة للمنطقة الشمالية في قاعدة نيمرا بعشرات الصواريخ. ارتفعَ عدد ضحايا الغارات الإسرائيلية في غضون ساعات قليلة من 100 إلى ما يزيدُ عن 250، بالإضافة لأزيد من 1000 جريح في مختلف المناطق التي تعرّضت للغارات الإسرائيلية. واصلَ حزب الله هجماته الصاروخيّة فقبل السادسة مساءً أطلق رشقة صاروخية جديدة من الجنوب، لكن القبة الحديدية تصدت مجددًا لأغلبها فيما سقطت 3 صواريخ على محيط مستوطنات إسرائيلية على مقربةٍ من الضفة الغربية وتحديدًا سلفيت.
الموجة الرابعة
صواريخ بعيدة المدى لأول مرة من الحزب
وسَّع حزب الله من دائرة النيران عقبَ كل الهجمات التي طالت لبنان منذ ساعات، فأطلق صواريخ بعيدة المدى صوبَ منطقة تل أبيب الكبرى وانطلقت تزامنًا مع هذه الرشقة صفارات الإنذار في مناطق قريبة من مطار بن غوريون. كانت هذه هي المرة الأولى التي يُطلق فيها الحزب صواريخ بعيدة المدى بشكل مباشر، ومع ذلك فقد تصدّت القبة الحديدية لأغلبِ الصواريخ فيما تسببت أخرى مرَّت أو مرّ أجزاءٌ منها فحسب في خسائر ماديّة في ظلّ هروبِ المستوطنين للملاجئ.
محاولة فاشلة لاغتيال علي كركي

### الموجة الخامسة
قبل نهاية يوم الثالث والعشرين من أيلول/سبتمبر شنَّ سلاح الجو الإسرائيلي الموجة الخامسة من الغارات ضد المناطق الجنوبية والشرقية من لبنان. كانَ عدد الغارات هذه المرة أقل وطالت بلدات محدودة. حدثت وزارة الصحة اللبنانية حصيلة الضحايا خلال هذا اليوم والتي وصلت 492 قتيلًا و1645 جريحًا.
نشرت كتائب القسام بيانًا أعلنت فيه اغتيال القائد الميداني حسين النادر خلال الغارات الإسرائيلية على لبنان، فيما أعلن رئيس أركان الجيش الإسرائيلي في وقتٍ متأخرٍ إطلاق اسم «سهام الشمال» على العملية العسكرية في لبنان.

### 25 سبتمبر
في 25 سبتمبر، زعم الجيش الإسرائيلي ضرب قواته الجوية ما مجموعه 280 موقعًا لحزب الله في جميع أنحاء لبنان، بما في ذلك مستودعات الأسلحة وقاذفات الصواريخ. أعلنت وزارة الصحة اللبنانية أن 51 شخصًا وجرح 223 آخرين على الأقل قتلوا في الهجمات. قُتل أربعة أشخاص وأصيب 18 بعد أن استهدف الجيش الإسرائيلي قرية المعيصرة في قضاء كسروان ذي الأغلبية المسيحية لأول مرة منذ بداية الحرب. ضربت الغارات الجوية الإسرائيلية أهدافًا لحزب الله بما في ذلك القرى والبلدات المحيطة بصور، بينما اعترضت القبة الحديدية صواريخ حزب الله. أسفرت غارة جوية إسرائيلية على عين قانا عن مقتل ثلاثة أشخاص وإصابة 13.

### أكتوبر
في الأول من أكتوبر، سقط 14 جنديًا إسرائيليًا من وحدات النخبة بعد محاولة القوة التسلل لقرى لبنانية في بلدتي العديسة ومارون الراس، حيث وقعت معارك مباشرة بين مقاتلوا حزب الله والقوة المتسللة أسفرت عن سقوط 14 جنديًا واصابة أخرين.
في الثالث من أكتوبر، أعلن حزب الله عن مقتل وإصابة أكثر من 20 ضابطاً وجندياً بإستخدام عبوات قام بتفجيرها المقاومون بقوات النخبة الإسرائيلية التي حاولت التقدم في خراج بلدتي مارون الراس ويارون.

## الضربات

### لبنان
وقال الجيش الإسرائيلي إنها هاجمت 1300 موقع عسكري لحزب الله في جنوب لبنان وسهل البقاع. ضربة واحدة أصابت مدينة جبيل شمال بيروت. بدأت الموجة الأولى من الإضرابات في الساعة 06:30 بتوقيت شرق أوروبا، وضربت المستشفيات وسيارات الإسعاف، وفقًا لفراس أبيض، وزير الصحة اللبناني.
وأصيب ستة أشخاص عندما سقطت ثلاثة صواريخ على منطقة بئر العبد في بيروت. وقال مسؤولون إسرائيليون إن الهجوم استهدف علي كركي، الذي تقول إسرائيل إنه قائد الجبهة الجنوبية لحزب الله، لكن حزب الله قال إنه نجا من الهجوم وتم نقله إلى مكان آمن.
وذكرت التقارير أن إسرائيل شنت خمس هجمات على بلدة الدلافة في البقاع الغربي، أصابت إحداها منزلاً سكنياً، مما أدى إلى مقتل أب وابنته.
في 8 مايو، شنّ الجيش الإسرائيلي سلسلة من الغارات الجوية على بلدات في قضاء النبطية جنوبي لبنان، في واحدة من أعنف عمليات القصف منذ اتفاق وقف إطلاق النار الذي تم التوصل إليه بوساطة أمريكية في نوفمبر. وتركزت الغارات على مناطق سكنية وأراضٍ زراعية، ما أدى إلى وقوع أضرار مادية جسيمة، دون إعلان رسمي عن عدد الضحايا حتى لحظة الإعلان.

#### إسرائيل
أطلق حزب الله ما مجموعه 150 صاروخًا على إسرائيل والضفة الغربية ومرتفعات الجولان، مما أدى إلى إصابة خمسة أشخاص. أطلق أولاً 35 صاروخًا على شمال إسرائيل مستهدفا قواعد ومستودعات تابعة لجيش الدفاع الإسرائيلي، مما أدى إلى إصابة رجل بجروح طفيفة في الجليل السفلي. وأطلقت بعد ذلك نحو 80 صاروخًا استهدفت عدة مواقع بما في ذلك أرييل وكارني شومرون في الضفة الغربية المحتلة.

## تحليلات
نشرَ الجيش الإسرائيلي بيانًا مع نهاية يوم الإثنين الموافق للثالث والعشرين من أيلول/سبتمبر وفيه قالَ إنه هاجمَ ما مجموعه 1300 موقعٍ عسكري لحزب الله في جنوب لبنان وسهل البقاع طوال يومٍ كاملٍ من الغارات والتي تفرّقت على مدى خمس موجات مكثفة من القصف الجوي. نفذت إسرائيل خلال نفس اليوم غارة جوية في بيروت حاولت خلالها اغتيال القيادي البارز علي كركي والذي تقولُ تل أبيب إنه قائد الجبهة الجنوبية لحزب الله، لكن الأخير قال إنه نجا من الهجوم وانتقلَ إلى مكان آمن.
على الجانبِ المُقابل فقد ظلَّ رد حزب الله محدودًا نوعًا ما،[وفقًا لِمَن؟] حيث أطلق ما مجموعه 150 إلى 200 صاروخ على إسرائيل والمستوطنات في الضفة الغربية ومرتفعات الجولان لكنها لم تتسبَّب في سقوط قتلى[وفقًا لِمَن؟] لعدّة أسباب بينها الإخلاء الإسرائيلي للمستوطنين على مقربةٍ من لبنان وأنظمة الدفاع الجوي فضلًا عن احتماء المستوطنين في الملاجئ حين سماع صفارات الإنذار التي تنطلق حال رصد الصواريخ منطلقة صوبَ منطقة ما. هاجمَ حزب الله في المساء عبر رشقة صاروخيّة من 80 صاروخًا عدة مستوطنات بما في ذلك أرييل و‌قرنيه شمرون في الضفة الغربية المحتلة ما نجم عنه إصابات طفيفة ومحدودة بحسب ما يقوله الجيش الإسرائيلي.

## الخسائر

### الوضع الصحي
في ظلِّ الهجمات الإسرائيلية غير المسبوقة خلال هذه الحرب لا من ناحيّة كثافتها ولا من المناطق التي طالتها، فقد أصدرت وزارة الصحة اللبنانية بيانًا عاجلًا طلبت فيه من مستشفيات بالجنوب والشرق وقف العمليات غير المستعجلة لأجل علاج جرحى الهجمات الإسرائيلية، كما أعلن وزير التربية اللبناني إقفال المدارس والجامعات ليومين في الجنوب والبقاع وضاحية بيروت الجنوبية، قبل أن يشمل التعليق كافّة لبنان.

### الضحايا
أفادت وزارة الصحة العامة اللبنانية في حصيلة محدثة صدرت بعد أزيد من 30 ساعة على بدء الهجوم أنّ عدد القتلى بلغَ 558 قتيلًا بينهم 50 طفلًا و94 امرأة، بالإضافة لـ 1835 من الجرحى، فيما لم يُعلن حزب الله عدد عناصره الذين قُتلوا خلال هذا الهجوم. تُعتبر هذه الضربات الجوية الإسرائيلية هي الهجوم الأكثر دموية في لبنان منذ حرب عام 2006، بل إنّ عدد الضحايا الذين سقطوا في يومٍ واحد هو الأكبر في لبنان منذ عام 1982.
قُتل في هذه الغارات الجوية علي أبوريا ومحمد صالح، وهما من كبار القادة في حزب الله، كما قُتِل في جنوب لبنان حسين النادر، القائد الميداني لكتائب القسام التابعة لحماس.

## ردود الفعل
تُلخّص هذه الفقرة بعضًا من ردود الفعل على الغارات الجوية الإسرائيلية المكثفة على لبنان.

### لبنان
- لبنان: وصف رئيس الوزراء اللبناني نجيب ميقاتي في حديثه خلال اجتماع لمجلس الوزراء، وصف الغارات الجوية بأنها «حرب إبادة» واتهم إسرائيل بتنفيذ «خطة تدميرية» تهدف إلى تدمير القرى والبلدات اللبنانية.[69][70]

وقال رئيس الحكومة اللبنانية الأسبق سعد الحريري في بيان على منصة «إكس» «أن التضامن الوطني واجب أخلاقي وسياسي ونصرة الجنوب والبقاع والضاحية تتقدم على أي اعتبار».

### إسرائيل
وفي أعقاب الضربات، أرجأ رئيس الوزراء الإسرائيلي بنيامين نتنياهو رحلته إلى نيويورك حيث كان من المقرر أن يحضر الدورة التاسعة والسبعين للجمعية العامة للأمم المتحدة. وقال في وقت لاحق إن بلاده "تغير التوازن الأمني وتوازن القوى في الشمال". وفي وقت لاحق، ذكر مسؤول إسرائيلي لشبكة سي إن إن أن هناك "رضا كبيرا" بين الطيف السياسي عن أداء الجيش الإسرائيلي. كما أعرب زعيم المعارضة يائير لابيد عن دعمه للعملية.

### عربيًا
- جامعة الدول العربية: أصدرت الجامعة العربية بيانًا شديد اللهجة تدين فيه الغارات الإسرائيلية على لبنان، محذرة من تكرار مأساة غزة، وَداعية مجلس الأمن إلى التحرك الفوري لوقف التصعيد الإسرائيلي الذي يهدد السلم وَالأمن الإقليميين.[74]
- منظمة التعاون الإسلامي: أدانت منظمة التعاون الإسلامي العدوان الإسرائيلي على لبنان، مطالبة مجلس الأمن بالتدخل الفوري لوقف إطلاق النار وَتطبيق القرارات الدولية، وَحمّلت الكيان الإسرائيلي المسؤولية الكاملة عن التصعيد الذي يهدد استقرار المنطقة، مؤكدة دعمها لأمن وَسيادة لبنان وتفعيل خطة طوارئ لرعاية النازحين والمصابين.[75]
- حماس: نشرت حركة المقاومة الإسلامية حماس بيانًا أدانت فيه ما وصفته بالعدوان الهمجي الواسع على لبنان معتبرةً ما يجري «جريمة حرب تُعبّر عن طبيعة العدو الصهيوني النازية وعن مأزق نتنياهو، وأكدت الحركة تضامنها ووقوفها معَ حز الله والشعب اللبناني في مواجهة ما وصفته بالعدوان الوحشي».[76]
- حوثيون: قالَ الناطق باسم أنصار الله إنّ الإجرام الصهيوني ما كان ليحدث لولا استمرار واشنطن بإمداد الكيان الإجرامي بأدوات القتل، داعيًا الدول العربية والإسلامية للخروج من حالة الصمت ومؤكّدًا على وقوف اليمن إلى جانب لبنان ومقاومته.[77]
- الأردن: أكّد ملك الأردن عبد الله الثاني لـ نجيب ميقاتي وقوف الأردن مع لبنان وأمنه وسيادته وسلامة مواطنيه في مواجهة الحرب الإسرائيلية عليه، فيما طالبَ وزير الخارجية بضرورة تحرك مجلس الأمن للجم ما قال إنّها العدوانية الإسرائيلية وحماية المنطقة من كارثية تبعاتها، مضيفًا أنّ إسرائيل تدفع المنطقة لهاوية حرب شاملة في ظلِّ فشل المجتمع الدولي في حماية قوانينه وقيمه.[78]
- مصر: دعت وزارة الخارجية المصرية «القوى الدولية ومجلس الأمن التابع للأمم المتحدة إلى التدخل الفوري» لوقف «التصعيد الإسرائيلي الخطير في لبنان».[79]
- العراق: أعلن رئيس الوزراء العراقي محمد شياع السوداني عن جسر جوي وبري لنقل المساعدات وتسهيل إرسال الوقود إلى لبنان،[80] فيما طالب المرجع الديني الأعلى للشيعة ى في العراق آية الله السيد علي السيستاني «بذل كل جهدٍ ممكن لوقف العدوان الصهيوني الهمجي والمستمر على لبنان»، وأيد شياع السوداني بيان السيستاني، معلناً عن خطة حكومته لإنشاء جسور جوية وبرية لتوصيل المساعدات إلى لبنان وفتح المستشفيات العراقية «لاستقبال الجرحى والمصابين»، كما دعا السوداني زعماء الوفود العربية في الجمعية العامة للأمم المتحدة إلى عقد اجتماع عاجل.[81]
- سوريا: أدانت الخارجية السورية «بأشد العبارات الهجوم الوحشي الجبان الذي يشنه العدو الإسرائيلي على الشعب اللبناني الشقيق بالدعم والتواطؤ التي توفره الولايات المتحدة الأمريكية».[82]
- الجزائر: أدانت الجزائر بشدة الاعتداءات الإسرائيلية الأخيرة على لبنان، واصفة إياها بـ"جرائم حرب" وَانتهاكاً صارخاً للسيادة اللبنانية وَالقانون الدولي. وَطالبت الجزائر مجلس الأمن بالتدخل لوقف هذه الاعتداءات وَالعمل على انسحاب إسرائيل من الأراضي اللبنانية المحتلة.[83]

### دوليًا
- إيران: اتهم الرئيس الإيراني مسعود بزشكيان إسرائيل بـ «جر إيران إلى صراع أوسع نطاقاً»، مضيفاً أنه «لا يوجد رابح في الحرب».[84] وقالَ وزير الخارجية الإيراني إنّ الجرائم التي ترتكبها إسرائيل بدعم أمريكي أصبحت واضحة ويجب عدم تجاهلها أو السماح بها، مضيفًا أن إيران لن تظلَّ غير مبالية وستقفُ إلى جانب الشعبين الفلسطيني واللبناني.[85]
- تركيا: وصفت الخارجية التركية هجمات إسرائيل على لبنان بكونها مرحلة جديدة من محاولاتها لإغراق المنطقة بأكملها في الفوضى.[86]
- روسيا: أدانت المتحدثة الرسمية للخارجية الروسية ماريا زاخاروفا بشدة «العمليات والهجمات العسكرية الإسرائيلية ضد لبنان» وأشارت إلى «أن الخارجية الروسية تلتزم بالموقف المبدئي المتمثل في عدم جواز الهجمات العشوائية التي تستهدف المدنيين»، وبما يتعلق بالوضع المتدهور في الشرق الأوسط، دعت زاخاروفا «للوقف الفوري للأعمال العدائية وبذل كل ما في وسعها لمنع نشوب صراع واسع النطاق في المنطقة»، وقال السفير الروسي في بيروت ألكسندر روداكوف «إن مخاطر تصاعد الصراع بين إسرائيل ومنظمة حزب الله الشيعية إلى حرب واسعة النطاق بين الدولة اليهودية ولبنان مرتفعة للغاية.[87]
- كندا: وصف رئيس الوزراء الكندي جاستن ترودو مقتل النساء والأطفال اللبنانيين بأنه «مثير للقلق بشكل غير عادي» خلال خطابه في الجمعية العامة للأمم المتحدة، وكرر دعوته إلى «خفض التصعيد، سواء من جانب إسرائيل أو حزب الله».[88] كما كررت وزيرة خارجيته ميلاني جولي تحذيرها للكنديين في لبنان بالمغادرة على الفور.[89]
- الولايات المتحدة: قال الرئيس الأمريكي جو بايدن إن إدارته «تعمل على خفض التصعيد بطريقة تسمح للناس بالعودة إلى ديارهم بأمان»، خلال اجتماع مع رئيس الإمارات العربية المتحدة الشيخ محمد بن زايد آل نهيان.[90] وقال مسؤول بوزارة الخارجية الأمريكية إن الولايات المتحدة لا ترى أن استراتيجية إسرائيل المزعومة "التصعيد من أجل التهدئة" كانت فعالة أثناء الصراع.[64]
- أستراليا: جددت وزيرة الخارجية الأسترالية بيني وونغ تحذير الحكومة للمواطنين في لبنان بمغادرة البلاد، قائلة إنه لن تكون هناك قدرة كافية في حالة الإجلاء.[91]
- فرنسا: ودعا وزير خارجية فرنسا جان نويل بارو إلى عقد اجتماع طارئ لمجلس الأمن التابع للأمم المتحدة وحث على إنهاء مثل هذه الضربات.[92][93]
- اليونان: وصف وزير الخارجية اليوناني جيورجوس جيرابتريتيس تصعيد الصراع بأنه دليل على «فشل دولي جماعي».[94]
- بولندا: أعربت الخارجية البولندي عن "قلقها العميق" ودعت «جميع الأطراف إلى ضبط النفس ووقف العنف، الذي سيكون له عواقب على المنطقة بأكملها».[95] وكررت وزيرتا خارجية أستراليا وكندا بيني وونغ وميلاني جولي تحذيراتهما لمواطني بلديهما في لبنان بمغادرة البلاد على الفور.[96]

### أخرى
- الأمم المتحدة: قال الأمين العام للأمم المتحدة أنطونيو غوتيريش إنه «منزعج بشدة من تصعيد الوضع على طول الخط الأزرق»، في إشارة إلى القسم المحدد من الحدود بين إسرائيل ولبنان. وقال متحدث باسم مكتب المفوض السامي لحقوق الإنسان التابع للأمم المتحدة إنه "قلق للغاية" بشأن خطر التصعيد.